# 810-е годы
810-е (восемьсо́т деся́тые) го́ды по юлианскому календарю — промежуток времени с 1 января 810 года по 31 декабря 819 года, включающий 810 год 1-го десятилетия   и с 811 по 819 годы    2-го десятилетия IX века 1-го тысячелетия.  Они закончились 1206 лет назад.

## Важнейшие события
- 811 — Битва при Вырбишском проходе.
- 814 — умер Карл Великий, трон единого Франкского государства перешёл к Людовику Благочестивому.
- 814 — начало второго иконоборческого периода.
- 816 — Стефан IV (V) стал папой римским.
- 817 — Пасхалий IПасхалий // Энциклопедический словарь Брокгауза и Ефрона : в 86 т. (82 т. и 4 доп.). — СПб., 1890—1907. стал папой римским после смерти своего предшественника.
- Завоевание Эгбертом, королём Уэссекса, Кента, Корнуолла, Мерсии. Восточная Англия, Суссекс, Суррей и Нортумбрия признают его сувереном.
- Правление князя Сербии Просигоя, сын Радослава.
- Конец 810-х годов — установление границ Иудео-Хазарии. На юге — Дербент, на востоке — Яик, на западе — Северный Крым, на севере — Камская Болгария. Торговые колонии распространяются от Китая до Испании.